# Trois Bleus et une blonde
Pour plus de détails, voir Fiche technique et Distribution.
Trois Bleus et une blonde (Drei blaue Jungs – ein blondes Mädel) est un film allemand réalisé par Carl Boese sorti en 1933.

## Synopsis
Le marin Heini Jäger est avec ses camarades Willy Timm et Hannes Butenschön en congé à terre à Warnemünde. Alors que Hannes préfère passer son temps libre à la maison avec sa mère, Heini et Willy décident d'aller dans une salle de danse. Il y a aussi la photographe Ilse Schröder avec son frère mineur Fritz. Celui-ci propose à Willy que sa sœur soit sa partenaire de danse, ce que tous les deux trouvent assez amusant après une courte pause embarrassante. Willy est toujours malchanceux aussi avec les femmes en raison de sa manière maladroite. Afin d'impressionner les dames, il est inévitable que le Seemannsgarn ait une araignée au plafond.
Puis, cependant, lors de l'une des prochaines excursions à terre auxquelles Willy ne peut pas participer, Fritz demande également à Heini de danser avec sa sœur. Puis, cependant, lors de l'une des prochaines excursions à terre auxquelles Willy ne peut pas participer, Fritz demande également à Heini de danser avec sa sœur. Les deux s'entendent. Comme le marin n'a pas de photo d'une femme pour son casier comme tout le monde, il demande à Ilse de lui en donner une, ce qu'elle fait. Quand il montre plus tard la photo à son ami Willy, il y a une bagarre entre les deux, qui se termine par un désaccord, car les hommes savent maintenant qu'ils sont tombés amoureux de la même femme.
Quand Jäger est oublié sur le SMS Zähringen qui doit servir de navire cible, Timm oublie son ressentiment quand il voit à travers des jumelles son ami à bord du Zähringen et le signale immédiatement à son supérieur. L'exercice est arrêté afin que Jäger soit récupéré. Les amis s'entendent à nouveau, d'autant plus que la fille blonde a choisi le troisième des bleus, leur camarade Hannes Butenschön.

## Fiche technique
- Titre français : Trois Bleus et une blonde[1]
- Titre original : Drei blaue Jungs – ein blondes Mädel
- Réalisation : Carl Boese
- Scénario : Marie Luise Droop (de), Peter Francke (de)
- Musique : Eduard Künneke
- Direction artistique : Karl Machus
- Photographie : Franz Koch
- Son : Bruno Suckau
- Montage : Putty Krafft
- Production : Carl Boese
- Sociétés de production : Carl Boese-Film GmbH
- Sociétés de distribution : Metropol-Filmverleih
- Pays de production :  Reich allemand
- Langue : allemand
- Format : Noir et blanc - 1,37:1 - Mono - 35 mm
- Genre : Comédie
- Durée : 88 minutes
- Dates de sortie :
  - Allemagne : 2 octobre 1933.
  - Autriche : 7 janvier 1935.
  - États-Unis : 28 décembre 1936.
  - France : 8 janvier 1938[1].

## Distribution
- Charlotte Ander : Ilse Schröder
- Heinz Rühmann : Heini Jäger
- Fritz Kampers : Heinz « Hannes » Butenschön
- Friedrich Benfer : Willy Timm
- Sophie Pagay : La mère de Hannes
- Hans Richter : Fritz, le petit frère d'Ilse
- Hans Hemes : Un officier

## Production
Les plans extérieurs sont en partie tournés sur les navires de la Reichsmarine SMS Hessen et SMS Zähringen ainsi qu'à Warnemünde. Les plans intérieurs sont faits dans le studio Ufa à Neubabelsberg.